# James DeGale
James Frederick DeGale (Londra, 3 febbraio 1986) è un pugile britannico, vincitore della medaglia d'oro nella categoria dei pesi medi al torneo di pugilato delle Olimpiadi di Pechino del 2008.
Con la conquista del titolo iridato IBF dei supermedi nel 2015 è divenuto il primo pugile britannico a conseguire una medaglia d'oro olimpica ed un campionato del mondo a livello professionistico.

## Carriera pugilistica

### Giochi del Commonwealth

#### Melbourne 2006
- Batte Tomasi Naivaqa ( Figi) kot-1
- Batte Kahukura Valdemar Bentson ( Nuova Zelanda) kot-4
- Batte Daniel Shisia ( Kenya) 24-11
- Sconfitto da Jarrod Fletcher ( Australia) 13-17

### Europei

#### Europei dilettanti Dublino 2007
- Batte Savas Kaya ( Turchia) 18-8
- Batte Jean-Mickaël Raymond ( Francia) 24-6
- Sconfitto da Alfonso Blanco ( Colombia) 13-28

#### Europei dilettanti Cetniewo 2008
- Batte Oliver Obradovic ( Austria) kot-2
- Batte Omer Aydogan ( Turchia) 29-3
- Sconfitto da Darren Sutherland ( Irlanda) 16-22

### Olimpiadi

#### Pechino 2008
Al torneo di pugilato di Pechino 2008 ha ottenuto i seguenti risultati:
- Batte Mohamed Hikal ( Egitto) 13-4
- Batte Shawn Estrada ( Stati Uniti) 11-5
- Batte Bakhtiyar Artayev ( Kazakistan) 8-3
- Batte Darren Sutherland ( Irlanda) 10-3
- Batte Emilio Correa ( Cuba) 16-14